# NGC 6003
NGC 6003 је лентикуларна галаксија у сазвежђу Змија која се налази на NGC листи објеката дубоког неба.
Деклинација објекта је + 19° 1' 57" а ректасцензија 15h 49m 25,6s. Привидна величина (магнитуда) објекта NGC 6003 износи 13,4 а фотографска магнитуда 14,4. NGC 6003 је још познат и под ознакама UGC 10048, MCG 3-40-48, CGCG 107-43, ARAK 487, NPM1G +19.0442, PGC 56130.